# 日下部聡
日下部 聡（くさかべ さとし、1960年1月24日 - ）は、日本の経済産業官僚。国家戦略室内閣審議官、経済産業省大臣官房長等を経て、第29代資源エネルギー庁長官を務めた。

## 人物・経歴
大阪府出身。1982年横浜国立大学経済学部卒業、通商産業省（現経済産業省）入省。平田竹男は大学時代からの友人で、横浜国立大生としては珍しく官僚志望だったため、一緒に国家公務員試験の勉強をした。1989年ロチェスター大学大学院経済学博士課程留学。資源エネルギー庁公益事業部公益事業制度改正審議室長、経済産業政策局産業組織課長、製造産業局自動車課長、内閣官房国家戦略室内閣審議官、秘書課長、総括審議官などを経て、2013年経済産業省大臣官房長、経済産業研修所長。2015年大臣官房政策評価審議官併任。同年資源エネルギー庁長官を務め、原子力発電所の再稼働問題などにあたった。2018年7月25日退官。2018年11月1日東京海上日動火災保険顧問。2019年7月三菱電機顧問。2020年4月三菱電機常務執行役（産業政策渉外、輸出管理、知的財産渉外、知的財産担当）。2022年4月三菱電機常務執行役CRO（法務・コンプライアンス、リスクマネジメント、経済安全保障、輸出管理担当）。

## 著書・編書
- 『産業再生と企業結合―課題・政策・ルール』（鶴田俊正, 糸田省吾と共編）NTT出版 2004年
- 『日本版LLC―新しい会社のかたち』（石井芳明と共同監修）金融財政事情研究会 2004年
- 『よくわかるLLP活用法』東洋経済新報社 （石井芳明と共著）2006年